# 頡干迦斯
頡于迦斯（イル・ウゲシ、生没年不詳）は、回鶻可汗国の大相（大宰相）で将軍。武義成功可汗・忠貞可汗・奉誠可汗の3代に仕えた。頡于迦斯の原音はイル・ウゲシ（Il ügäsi）。「Il ügäsi / ügäsi」とは「国の顧問」という意味で、宰相クラスに相当する称号であり、個人名ではない。

## 生涯
建中元年（780年）、唐で回紇酋長の突董・翳蜜施・大梅録・小梅録らが九姓胡（ソグド人）にそそのかされた振武軍使の張光晟によって殺されるという事件が起きた。翌年（781年）、京兆少尹の源休は詔と4人の遺体を回紇にもたらしたが、大相の頡于迦斯にその罪を咎められ、50日間拘束された。武義成功可汗は源休を許して釈放すると、散支将軍の康赤心らを源休に随わせて唐に入朝させた。
貞元6年（790年）、吐蕃が三姓葛邏禄（ウチュ・カルルク）・白眼突厥（白服突厥）らと共に北庭大都護府を攻撃したので、忠貞可汗は頡于迦斯を派遣して救援に向かわせた。しかし、頡于迦斯率いる回鶻軍は勝てず、北庭大都護府が陥落し、北庭大都護の楊襲古は兵と共に西州に奔走した。その後、頡于迦斯は楊襲古と連合して北庭を取り返そうとしたが、ふたたび敗れ、兵の大半が死んだ。このとき楊襲古がまた西州に逃げようとしたので、頡于迦斯は彼を召して殺した。一方、吐蕃・葛邏禄（カルルク）が回鶻に迫り、浮図川を取ったので、回鶻は大いに恐れ、部落の羊馬を牙帳の南に遷してこれを避けた。6月、頡于迦斯は本国に帰還するが、彼の遠征中に忠貞可汗がその弟に殺され、その弟も国人によって殺されて新たに忠貞可汗の子である阿啜（奉誠可汗）が立っていた。可汗阿啜と国人たちは頡于迦斯を出迎え、ひれ伏して可汗廃立の事情を説明するとともに、留守中に惨事を起こしたことを陳謝した。事情を聞いた頡于迦斯は新たな可汗に臣下の礼を執るとともに忠貞可汗の死を悲しんだ。

## 参考資料
- 『旧唐書』（本紀第十三 徳宗下、列伝第一百四十五 迴紇）
- 『新唐書』（列伝第一百四十二上 回鶻上）
- 山田信夫『北アジア遊牧民族史研究』（東京大学出版会、1989年、ISBN 4130260480）
- 森安孝夫『興亡の世界史05 シルクロードと唐帝国』（講談社、2007年、ISBN 9784062807050）